# Funkcja prądu
Funkcja prądu (ang. stream function) – funkcja rzeczywista opisująca ruch płynu, której pochodne przestrzenne wyrażają składowe wektora prędkości płynu. Pojęcie funkcji prądu związane jest ściśle z pojęciem linii prądu.

## Koncepcja funkcji prądu
Funkcję prądu tworzy się w ten sposób, aby równanie ciągłości przepływu stanowiące hydrodynamiczny odpowiednik zasady zachowania masy spełnione było tożsamościowo. Funkcję prądu definiuje się wówczas jako funkcję {\displaystyle \Psi ,} której pochodne przestrzenne wyrażają składowe wektora prędkości płynu {\displaystyle {\vec {u}}.}
Funkcję prądu tworzy się najczęściej dla przepływu płynu nieściśliwego. Równanie ciągłości przepływu odnoszące się do wektora prędkości płynu {\displaystyle {\vec {u}}} przyjmuje wówczas postać:
{\displaystyle \mathrm {div} \,{\vec {u}}=0.}
Dla przepływów płynów nieściśliwych funkcję prądu zdefiniować można alternatywnie jako funkcję wektorową {\displaystyle {\vec {\Psi }},} której rotacja równa jest wektorowi prędkości płynu {\displaystyle {\vec {u}}}
{\displaystyle {\vec {u}}=\mathrm {rot} \,{\vec {\Psi }}.}
Równanie ciągłości przepływu jest wówczas spełnione tożsamościowo, gdyż
{\displaystyle \mathrm {div} \,\mathrm {rot} \,{\vec {\Psi }}=0,}
dla każdego pola wektorowego {\displaystyle {\vec {\Psi }}.}
Znacznie trudniejsze jest tworzenie funkcji prądu dla przepływu płynu ściśliwego, dla którego równanie ciągłości przepływu przyjmuje bardziej skomplikowaną formę:
{\displaystyle {\frac {\partial \varrho }{\partial t}}+\mathrm {div} (\varrho {\vec {u}})=0,}
gdzie {\displaystyle \varrho } jest gęstością płynu, a {\displaystyle t} czasem.
Funkcję prądu najłatwiej utworzyć dla dwuwymiarowego przepływu płynu nieściśliwego. Natomiast dla przepływu płynu ściśliwego funkcja prądu może być utworzona jedynie w nielicznych przypadkach szczególnych.

## Funkcja prądu w przepływie dwuwymiarowym we współrzędnych prostokątnych
W przepływie trójwymiarowym rozpatrywanym we współrzędnych prostokątnych {\displaystyle x,y,z} równanie ciągłości dla przepływów płynów nieściśliwych przyjmuje postać:
{\displaystyle {\frac {\partial u_{x}}{\partial x}}+{\frac {\partial u_{y}}{\partial y}}+{\frac {\partial u_{z}}{\partial z}}=0,}
gdzie {\displaystyle u_{x},u_{y},u_{z}} są składowymi wektora prędkości {\displaystyle {\vec {u}}.}
W przepływie dwuwymiarowym rozpatrywanym na płaszczyźnie {\displaystyle xy} równanie ciągłości redukuje się do postaci:
{\displaystyle {\frac {\partial u_{x}}{\partial x}}+{\frac {\partial u_{y}}{\partial y}}=0.}
Funkcję prądu można definiować wówczas jako funkcję {\displaystyle \Psi (x,y),} dla której:
{\displaystyle u_{x}={\frac {\partial \Psi (x,y)}{\partial y}},}
{\displaystyle u_{y}=-{\frac {\partial \Psi (x,y)}{\partial x}}.}
Alternatywnie funkcję prądu można definiować jako funkcję {\displaystyle \Psi (x,y),} dla której:
{\displaystyle u_{x}=-{\frac {\partial \Psi (x,y)}{\partial y}},}
{\displaystyle u_{y}={\frac {\partial \Psi (x,y)}{\partial x}}.}
Nietrudno zauważyć, że podstawienie każdej z alternatywnych par powyższych wyrażeń do równania ciągłości dla przepływów płynów nieściśliwych powoduje, że jest ono spełnione tożsamościowo. Istnieją więc dwie alternatywne definicje funkcji prądu, różniące się jedynie znakiem.
Funkcje prądu dla przepływów dwuwymiarowych w płaszczyznach {\displaystyle xz} oraz {\displaystyle yz} definiuje się analogicznie jak dla płaszczyzny {\displaystyle xy.}

## Funkcja prądu w przepływie dwuwymiarowym we współrzędnych cylindrycznych
Współrzędne cylindryczne {\displaystyle r,\theta ,z} otrzymywane są ze współrzędnych prostokątnych {\displaystyle x,y,z} poprzez następującą transformację układu współrzędnych:
{\displaystyle x=r\cos \theta ,}
{\displaystyle y=r\sin \theta ,}
{\displaystyle z=z.}
W przepływie trójwymiarowym rozpatrywanym we współrzędnych cylindrycznych {\displaystyle r,\theta ,z} równanie ciągłości dla przepływów płynów nieściśliwych przyjmuje postać:
{\displaystyle {\frac {1}{r}}{\frac {\partial (r\,u_{r})}{\partial r}}+{\frac {1}{r}}{\frac {\partial u_{\theta }}{\partial \theta }}+{\frac {\partial u_{z}}{\partial z}}=0}
lub
{\displaystyle {\frac {\partial u_{r}}{\partial r}}+{\frac {1}{r}}u_{r}+{\frac {1}{r}}{\frac {\partial u_{\theta }}{\partial \theta }}+{\frac {\partial u_{z}}{\partial z}}=0,}
gdzie {\displaystyle u_{r},u_{\theta },u_{z}} są składowymi wektora prędkości {\displaystyle {\vec {u}}.}
W przepływie dwuwymiarowym na powierzchni płaskiej rozpatrywanym we współrzędnych cylindrycznych {\displaystyle r,\theta } równanie ciągłości dla przepływów płynów nieściśliwych redukuje się do postaci:
{\displaystyle {\frac {\partial (r\,u_{r})}{\partial r}}+{\frac {\partial u_{\theta }}{\partial \theta }}=0.}
Funkcję prądu można definiować wówczas jako funkcję {\displaystyle \Psi (x,y),} dla której:
{\displaystyle u_{r}={\frac {1}{r}}{\frac {\partial \Psi (r,\theta )}{\partial \theta }},}
{\displaystyle u_{\theta }=-{\frac {\partial \Psi (r,\theta )}{\partial r}}}
lub:
{\displaystyle u_{r}=-{\frac {1}{r}}{\frac {\partial \Psi (r,\theta )}{\partial \theta }},}
{\displaystyle u_{\theta }={\frac {\partial \Psi (r,\theta )}{\partial r}}.}
Podstawienie każdej z alternatywnych par powyższych wyrażeń do równania ciągłości dla przepływów płynów nieściśliwych we współrzędnych cylindrycznych powoduje, że jest ono spełnione tożsamościowo.
W przepływie dwuwymiarowym rozpatrywanym na powierzchni cylindrycznej, tj. we współrzędnych cylindrycznych {\displaystyle r,z} równanie ciągłości dla przepływów płynów nieściśliwych redukuje się do postaci:
{\displaystyle {\frac {1}{r}}{\frac {\partial (r\,u_{r})}{\partial r}}+{\frac {\partial u_{z}}{\partial z}}=0.}
Funkcję prądu można definiować wówczas jako funkcję {\displaystyle \Psi (x,y),} dla której:
{\displaystyle u_{r}={\frac {1}{r}}{\frac {\partial \Psi (r,z)}{\partial z}},}
{\displaystyle u_{z}=-{\frac {1}{r}}{\frac {\partial \Psi (r,z)}{\partial r}}}
lub:
{\displaystyle u_{r}=-{\frac {1}{r}}{\frac {\partial \Psi (r,z)}{\partial z}},}
{\displaystyle u_{z}={\frac {1}{r}}{\frac {\partial \Psi (r,z)}{\partial r}}.}
Podobnie jak w przypadku poprzednim nietrudno zauważyć, że podstawienie każdej z alternatywnych par powyższych wyrażeń do równania ciągłości dla przepływów płynów nieściśliwych we współrzędnych cylindrycznych powoduje, że jest ono spełnione tożsamościowo.

## Funkcja prądu a linie prądu
W przepływie płaskim każdej linii prądu przypisać można odpowiadającą jej funkcję prądu. Funkcja prądu uzyskuje wówczas konkretny sens fizykalny. Natężenie przepływu strugi zawartej między dwoma liniami prądu (oznaczonymi poniżej jako ‘2’ oraz ‘1’) równe jest różnicy wartości odpowiadających im funkcji prądu:
{\displaystyle Q=\Psi _{2}-\Psi _{1}.}

## Znaczenie pojęcia funkcji prądu
Pojęcie funkcji prądu wykorzystywane jest często w mechanice płynów do analizy rozmaitych przypadków przepływu płynów idealnych i rzeczywistych.

## Literatura
1. Batchelor G.K.: Introduction to Fluid Dynamics, Cambridge University Press, Cambridge.
2. Kotchin N.E., Kibel N.A., Roze N.V.: Teoretitcheskaya gidromekhanika, vol. 1, 2, Moskva 1955.
3. Landau L.D., Lifszyc E.M.: Hydrodynamika, Warszawa.
4. Landau L.D., Lifszyc E.M.: Mechanika ośrodków ciągłych, Warszawa 1959.
5. Lamb: Hydrodynamics, Cambridge University Press, Cambridge (istnieje wiele wydań, poczynając od 1932 roku).
6. Milne-Thomson: Theoretical Hydrodynamics.
7. Prosnak W.: Mechanika płynów, t. 1, 2, Warszawa.